# 无茎桂竹香
无茎桂竹香（学名：Cheiranthus forrestii var. acaulis）为十字花科桂竹香属下的一个变种。

## 扩展阅读
- 維基物種上的相關：无茎桂竹香